# Férfi kalapácsvetés a 2011. évi nyári európai ifjúsági olimpiai fesztiválon
A 2011. évi nyári európai ifjúsági olimpiai fesztiválon az atlétikai versenyszámokat Trabzonban rendezték. A férfi kalapácsvetés döntőjét július 28.-án rendezték.

## Döntő
| H     | Név                  | Nemzet             | 1     | 2     | 3     | 4     | 5     | 6     | E     | Mj     |
| ----- | -------------------- | ------------------ | ----- | ----- | ----- | ----- | ----- | ----- | ----- | ------ |
| Arany | Pásztor Bence        | Magyarország       | 83.11 | X     | 81.54 | 84.41 | X     | X     | 84.41 | WYR/CR |
| Ezüst | Sergiy Regeda        | Ukrajna            | 77.91 | 78.96 | 79.83 | X     | 80.72 | 80.81 | 80.81 | PB     |
| Bronz | Ozkan Baltaci        | Törökország        | X     | 78.01 | 78.06 | 78.90 | X     | X     | 78.90 | PB     |
| 4     | Valeriy Pronkin      | Oroszország        | 76.68 | 75.75 | X     | 71.16 | 77.90 | 77.42 | 77.90 | PB     |
| 5     | Marco Bortolato      | Olaszország        | 74.66 | X     | 70.59 | 73.72 | 74.10 | X     | 74.66 | PB     |
| 6     | Michael Painter      | Egyesült Királyság | 65.48 | 70.85 | X     | X     | X     | 66.69 | 70.85 | PB     |
| 7     | Marko Jarvinen       | Finnország         | 67.80 | X     | 64.08 | X     | 69.30 | X     | 69.30 |        |
| 8     | Michail Anastasakis  | Görögország        | 68.16 | 69.26 | 66.58 | X     | X     | X     | 69.26 |        |
| 9     | Stylianos Kazakeos   | Ciprus             | X     | 67.60 | X     |       |       |       | 67.60 |        |
| 10    | Pablo Gonzalez       | Spanyolország      | 65.54 | X     | 65.71 |       |       |       | 65.71 |        |
| 11    | Sebastian Staudacher | Németország        | X     | X     | 62.63 |       |       |       | 62.63 |        |
| 12    | Stevan Veselinovic   | Szerbia            | X     | 58.44 | 58.32 |       |       |       | 58.44 |        |
| -     | Andrei Maslau        | Fehéroroszország   | x     | x     | x     |       |       |       | -     | NM     |
| -     | Basile Rolnin        | Franciaország      | x     | x     | x     |       |       |       | -     | NM     |